# Томас-Гоменсоро
Томáс-Гоменсóро — селище в Уругваї, в департаменті Артігас, розташоване за 110 км на південний захід від столиці департаменту. У 1908 році селище було названо на честь президента Уругваю Томаса Гоменсоро. До цього селище носило назву Санха-Онда (ісп. Zanja Honda, в перекладі — «глибокий рів»). За даними перепису населення у 2004 році тут проживало 2818 осіб.
Селище розкинулося по обидва боки залізниці. Сьогодні тут є школи, ліцей, поліклініки. Ліцей селища носить ім'я одного зі своїх викладачів та засновників, письменника та лікаря Елісео Сальвадора Порти.
Біля в'їзду до селища стоїть млин, який обробляє більшу частину рису, вирощуваного в департаменті.

## Відомі люди
- Луїс Едуардо Мальйо — адвокат і політик
- Бібіано Сапірайн — футболіст